# Municipio de Florence (Minnesota)
El municipio de Florence (en inglés: Florence Township) es un municipio ubicado en el condado de Goodhue en el estado estadounidense de Minnesota. En el año 2010 tenía una población de 1581 habitantes y una densidad poblacional de 15,04 personas por km².

## Geografía
El municipio de Florence se encuentra ubicado en las coordenadas 44°30′8″N 92°22′18″O / 44.50222, -92.37167. Según la Oficina del Censo de los Estados Unidos, el municipio tiene una superficie total de 105.1 km², de la cual 90,25 km² corresponden a tierra firme y (14,13 %) 14,85 km² es agua.

## Demografía
Según el censo de 2010, había 1581 personas residiendo en el municipio de Florence. La densidad de población era de 15,04 hab./km². De los 1581 habitantes, el municipio de Florence estaba compuesto por el 98,36 % blancos, el 0,19 % eran afroamericanos, el 0,13 % eran amerindios, el 0,32 % eran asiáticos, el 0,25 % eran de otras razas y el 0,76 % eran de una mezcla de razas. Del total de la población el 1,39 % eran hispanos o latinos de cualquier raza.